# Signal recognition particle
Signal recognition particle eller SRP är ett protein-RNA-komplex bestående av, i fallet för Gramnegativa bakterier, Ffh protein och 4.5S RNA som känner igen den hydrofoba signalsekvens som de proteiner som ska passera ett membran (ER för eukaryoter och cellmembranet för bakterier och arkéer) har nära N-terminalen. Detta innefattar bland annat proteiner som ska exocyteras, membranproteiner och lysosomproteiner.
SRP binder till signalsekvensen som sticker ut från ribosomen under translatering. När ribosom-SRP komplexet diffunderat till membranet binder det till FtsY som i sin tur binder till en translokon, med vilken proteinet kan transporteras genom membranet.